# Kidon (film)
Pour les articles homonymes, voir Kidon (homonymie).
Pour plus de détails, voir Fiche technique et Distribution.
Kidon est un film franco-israélien réalisé par Emmanuel Naccache, sorti en 2013.

## Fiche technique
- Titre : Kidon
- Réalisation : Emmanuel Naccache
- Société de production : Les films Manuel Munz, Cinémage 6
- Pays :  France
- Genre : comédie, espionnage
- Durée : 97 minutes
- Dates de sortie :
  - Israël : 22 septembre 2013 au festival du film d'Haifa
  - Israël : 24 octobre 2013
  - France : 1er avril 2014 au Paris Israeli Film Festival
  - France : 14 mai 2014 (sortie nationale)

## Distribution
- Tomer Sisley : Daniel Lévi
- Kev Adams : Antoine « Facebook » Simon
- Shai Avivi : Ariel Palmoch
- Bar Refaeli : Einav Schwartz
- Élodie Hesme : Solène Garnier
- Sasson Gabai : Yair Itzhaki
- Reymond Amsalem (en) : Orna Maimon
- Lionel Abelanski : Eric Fliman
- Hippolyte Girardot : Edouard Garnier - L'ambassadeur

## Box office
Le film sort le 14/05/2014 dans 90 salles et ne réalise que 4 149 entrées. En une semaine, il ne cumule que 21 008 entrées et termine sa carrière en salles après seulement 4 semaines avec 27 371 spectateurs.
Il rapporte seulement 150 390 € pour un budget de 4,17 M€.

## Autour du film
Ce film s'inspire librement d'un fait réel : l'assassinat de Mahmoud al-Mabhouh en 2010.